# Associazione Sportiva Valdarno Calcio Femminile 2002-2003
Questa voce raccoglie le informazioni riguardanti l'Associazione Sportiva Valdarno Calcio Femminile nelle competizioni ufficiali della stagione 2002-2003.

## Stagione
Nell'estate 2002 le società La Piazza e Atletico San Pierino si fondono e la nuova società si iscrive al campionato con la nuova denominazione Valdarno. La stagione vedrà la società travagliata da inconciliabili posizioni tra le due componenti dirigenziali che sfociarono nelle dimissioni della parte di provenienza della società di Fucecchio: il presidente Fattori, il direttore generale Pettinati, il diesse Panchetti e il segretario Bulleri. Il nuovo statuto vede alla presidenza Alessandro Pistolesi, già allenatore della squadra fin dai tempi della sua costituzione e della promozione in serie A del Piazza 96, mentre la guida tecnica della squadra viene affidata, dalla 15ª giornata di campionato, ad Aldo Leto.

## Organigramma societario
Area tecnica
- Allenatore: Alessandro Pistolesi (dalla 1ª all'11ª giornata)[2]
- Allenatore: Aldo Leto (dalla 15ª alla 26ª giornata)

## Rosa
| N. |                   | Ruolo | Calciatore        |
| -- | ----------------- | ----- | ----------------- |
|    | Italia (bandiera) | P     | Francesca Nardi   |
|    | Italia (bandiera) | D     | Francesca Cagetti |
|    | Italia (bandiera) | D     | Francesca Hurle   |
|    | Italia (bandiera) | D     | Sara Mandredini   |
|    | Italia (bandiera) | D     | Elena Molesti     |
|    | Italia (bandiera) | D     | Leslie Zamora     |
|    | Italia (bandiera) | C     | Eleonora Hurle    |
|    | Italia (bandiera) | C     | Michela Sarti     |
|    | Italia (bandiera) | C     | Gabry Zastin      |
|    | Italia (bandiera) | A     | Sara Colzi        |
|    | Italia (bandiera) | A     | Sara Ercoli       |

| N. |                    | Ruolo | Calciatore                   |
| -- | ------------------ | ----- | ---------------------------- |
|    | Italia (bandiera)  | A     | Veronica Lanzotti            |
|    | Italia (bandiera)  | A     | Alessandra Pallotti          |
|    | Italia (bandiera)  | A     | Alice Ristori                |
|    | Italia (bandiera)  | A     | Sara Tommasi                 |
|    | Italia (bandiera)  | A     | Gensy Zastin                 |
|    | Italia (bandiera)  | ?     | ?. Ascani                    |
|    | Brasile (bandiera) | ?     | Clarisse Bigazzi de Oliveira |
|    | Italia (bandiera)  | ?     | Mara Bigazzi                 |
|    | Italia (bandiera)  | ?     | ?. Crecchi                   |
|    | Italia (bandiera)  | ?     | Vanessa Di Vito              |
|    | Italia (bandiera)  | ?     | ?. Marenco                   |

## Calciomercato

### Sessione estiva
| Acquisti | Acquisti | Acquisti | Acquisti |
| R.       | Nome     | da       | Modalità |
| -------- | -------- | -------- | -------- |
|          |          |          |          |

| Cessioni | Cessioni    | Cessioni | Cessioni   |
| R.       | Nome        | a        | Modalità   |
| -------- | ----------- | -------- | ---------- |
| C        | Paola Mauro | Agliana  | svincolata |

## Risultati

### Serie A

#### Girone di andata
| Castelfranco di Sotto 14 settembre 2002, ore 15:00 CEST 1ª giornata      | Valdarno  | 1 – 2 referto      | Foroni Verona | Stadio comunale Osvaldo Martini |
| \| \| \| \| \| Pallotti 1t’ (rig.) \| Marcatori \| 2t’, 90+2’ Guarino \| |           |                    |               |                                 |
|                                                                          |           |                    |               |                                 |
| Pallotti 1t’ (rig.)                                                      | Marcatori | 2t’, 90+2’ Guarino |               |                                 |

| Arbitro: | Scilla (Verona) |

|             |           |             |
| Bigazzi 21’ | Marcatori | 80’ Ferrari |

| Arbitro: | Caissutti (Udine) |

|  |           |            |
|  | Marcatori | 44’ Carrus |

| Palermo 2 novembre 2002, ore 14:30 CET 6ª giornata                              | Ludos Palermo | 3 – 2 referto         | Valdarno |  |
| \| \| \| \| \| ??? 1t’ ??? 1t’ ??? 2t’ \| Marcatori \| 1t’ Tommasi 1t’ Colzi \| |               |                       |          |  |
|                                                                                 |               |                       |          |  |
| ??? 1t’ ??? 1t’ ??? 2t’                                                         | Marcatori     | 1t’ Tommasi 1t’ Colzi |          |  |

| Tavagnacco 16 novembre 2002, ore 14:30 CEST 8ª giornata | Letti Cosatto Tavagnacco | 0 – 1 | Valdarno | Stadio comunale |

| 23 novembre 2002, ore 15:00 CET 9ª giornata               | Como 2000 | 2 – 2 referto        | Valdarno |  |
| \| \| \| \| \| ?’ \| Marcatori \| ?’ Ascani ?’ >Ercoli \| |           |                      |          |  |
|                                                           |           |                      |          |  |
| ?’                                                        | Marcatori | ?’ Ascani ?’ >Ercoli |          |  |

| Arbitro: | Arcangioli (Viareggio) |

|                                                      |           |  |
| Colombino 20’ Tardelli 30’, 77’ (rig.) Del Bontà 86’ | Marcatori |  |

| Monza 6 gennaio 2003, ore 14:30 CET 13ª giornata | Fiammamonza | 3 – 0 | Valdarno | Stadio Gino Alfonso Sada |

#### Girone di ritorno
| Verona 11 gennaio 2003, ore 14:30 CET 14ª giornata | Foroni Verona | 11 – 1 referto | Valdarno |  |
| \| \| \| \| \| ??? \| Marcatori \| ?’ Colzi \|     |               |                |          |  |
|                                                    |               |                |          |  |
| ???                                                | Marcatori     | ?’ Colzi       |          |  |

| Arbitro: | Pinzani |

|  |           |           |
|  | Marcatori | 38’ Colzi |

| Arbitro: | Branciforte (Nuoro) |

|                                    |           |  |
| Parejo 5’, 21’, 77’ Colasuonno 45’ | Marcatori |  |

| Calmasino, Bardolino 1º marzo 2003, ore 15:00 CET 20ª giornata | Bardolino | 7 – 1 | Valdarno | Stadio comunale Belvedere |

| Castelfranco di Sotto 8 marzo 2003, ore 15:00 CET 21ª giornata | Valdarno  | 1 – 1 referto | Letti Cosatto Tavagnacco | Stadio comunale Osvaldo Martini |
| \| \| \| \| \| Bigazzi 1t’ \| Marcatori \| 90+4’ ??? \|        |           |               |                          |                                 |
|                                                                |           |               |                          |                                 |
| Bigazzi 1t’                                                    | Marcatori | 90+4’ ???     |                          |                                 |

| Castelfranco di Sotto 15 marzo 2003, ore 15:00 CET 22ª giornata       | Valdarno  | 1 – 3 referto           | Como 2000 | Stadio comunale Osvaldo Martini |
| \| \| \| \| \| Bigazzi 2t’ \| Marcatori \| 1t’ ??? 2t’ ??? 2t’ ??? \| |           |                         |           |                                 |
|                                                                       |           |                         |           |                                 |
| Bigazzi 2t’                                                           | Marcatori | 1t’ ??? 2t’ ??? 2t’ ??? |           |                                 |

| 26 aprile 2003, ore 16:00 CEST 24ª giornata | Valdarno | 0 – 2 | Agliana |  |

| Arbitro: | Vitulano (Livorno) |

|           |           |                                                                                 |
| Colzi 70’ | Marcatori | 27’ Miranda 55’ Tona 61’ Domingues 63’ Paola De Luca 75’ Deiana D. 90+3’ D'Adda |

### Coppa Italia
| Termoli 21 dicembre 2002 Terza fase          | Termoli              | 1 – 1 (d.t.s.) (d.c.r.) | Valdarno |  |
| \| \| \| \| \| \| Tiri di rigore 5 – 3 \| \| |                      |                         |          |  |
|                                              |                      |                         |          |  |
|                                              | Tiri di rigore 5 – 3 |                         |          |  |

## Statistiche

### Statistiche di squadra
| Competizione | Punti | In casa | In casa | In casa | In casa | In casa | In casa | In trasferta | In trasferta | In trasferta | In trasferta | In trasferta | In trasferta | Totale | Totale | Totale | Totale | Totale | Totale | DR  |
| Competizione | Punti | G       | V       | N       | P       | Gf      | Gs      | G            | V            | N            | P            | Gf           | Gs           | G      | V      | N      | P      | Gf     | Gs     | DR  |
| ------------ | ----- | ------- | ------- | ------- | ------- | ------- | ------- | ------------ | ------------ | ------------ | ------------ | ------------ | ------------ | ------ | ------ | ------ | ------ | ------ | ------ | --- |
| Serie A      | 16    | 13      | -       | -       | -       | -       | -       | 13           | -            | -            | -            | -            | -            | 26     | 4      | 4      | 18     | 21     | 75     | -44 |
| Coppa Italia | -     | -       | -       | -       | -       | -       | 1       | 1            | 0            | 1            | 1            | 1            | 1            | 1      | 0      | 1      | 1      | 1      | 0      |     |
| Totale       | -     | 13      | -       | -       | -       | -       | -       | 14           | -            | -            | -            | -            | -            | 27     | 4      | 5      | 18     | 22     | 76     | -44 |

### Andamento in campionato
| Giornata  | 1 | 2 | 3 | 4  | 5 | 6  | 7  | 8 | 9 | 10 | 11 | 12 | 13 | 14 | 15 | 16 | 17 | 18 | 19 | 20 | 21 | 22 | 23 | 24 | 25 | 26 |
| --------- | - | - | - | -- | - | -- | -- | - | - | -- | -- | -- | -- | -- | -- | -- | -- | -- | -- | -- | -- | -- | -- | -- | -- | -- |
| Luogo     | C | T | C | T  | C | T  | C  | T | T | C  | T  | C  | T  | T  | C  | T  | C  | T  | C  | T  | C  | C  | T  | C  | T  | C  |
| Risultato | P | P | N | N  | P | P  | P  | V | N | P  | P  | P  | P  | P  | P  | V  | V  | P  | V  | P  | N  | P  | P  | P  | P  | P  |
| Posizione |   |   |   | 11 |   | 14 | 14 |   |   |    |    | 11 |    |    |    |    |    |    |    |    |    | 13 | 13 | 13 | 13 | 13 |

Legenda:

Luogo: C = Casa; T = Trasferta. Risultato: V = Vittoria; N = Pareggio; P = Sconfitta.

### Statistiche delle giocatrici
| Giocatore | Serie A  | Serie A | Serie A     | Serie A    | Coppa Italia | Coppa Italia | Coppa Italia | Coppa Italia | Totale   | Totale | Totale      | Totale     |
| Giocatore | Presenze | Reti    | Ammonizioni | Espulsioni | Presenze     | Reti         | Ammonizioni  | Espulsioni   | Presenze | Reti   | Ammonizioni | Espulsioni |
| --------- | -------- | ------- | ----------- | ---------- | ------------ | ------------ | ------------ | ------------ | -------- | ------ | ----------- | ---------- |